# Estadilla
Estadilla település Spanyolországban, Huesca tartományban. Estadilla El Grado, Estada, Graus, Peralta de Calasanz, Azanuy-Alins, Fonz, Barbastro és Hoz y Costean községekkel határos. Lakosainak száma 822 fő (2024).

## Népesség
A település népessége az utóbbi években az alábbiak szerint változott:
| Lakosok száma | 898  | 856  | 877  | 866  | 853  | 822  | 808  | 800  | 803  | 822  |
|               | 2001 | 2004 | 2006 | 2009 | 2011 | 2014 | 2016 | 2019 | 2021 | 2024 |